# Sérgio Henrique Saboia Bernardes
Sérgio Henrique Saboia Bernardes (* 18. Mai 1973 in Embu das Artes), auch bekannt als Embu, ist ein ehemaliger brasilianischer Fußballspieler.

## Karriere
Embu begann seine Profilaufbahn 1992 beim brasilianischen Erstligisten SC Corinthians. 1994 wurde er mit dem Verein Vizemeister der Campeonato Brasileiro Série A. 1995 wechselte er zum japanischen Erstligisten Verdy Kawasaki. Mit dem Verein wurde er 1995 japanischer Vizemeister. 1996 kehrte er nach Brasilien zurück. Hier spielte er bis 1997 für Coritiba FC. Danach spielte er bei América FC (RN), Santa Cruz FC, Club Cerro Porteño und bis 2012 bei weiteren unterklassigen Klubs.